# Nokia 500
Nokia 500 — смартфон, спроєктований та розроблений компанією Nokia на базі Symbian OS. Для розробників, компанія позиціонує його як "Потужне поєднання інтернету, соціальних мереж і розваг з операційною системою Symbian Belle".
Перший та останній смартфон на базі Symbian ^3 без 3D графічного процесора.